# Nua propietat
Nua propietat és aquell dret d'una persona sobre una cosa en la qual la seva relació amb ella és de ser solament i únicament propietari. Com a propietari, té el domini sobre la cosa, però no té la possessió perquè ha estat cedida aquesta a través d'un dret real denominat usdefruit.
La nua propietat són el conjunt de prerrogatives que conserva el propietari d'una cosa, quan aquesta cosa és objecte d'un dret de propietat (usdefruit, o habitació per exemple) per part d'un tercer.
El dret de propietat és el dret que té una persona d'utilitzar (usus), treure beneficis d'una cosa (fructus) i disposar-ne, és a dir vendre, hipotecar i inclusivament destruir (abusus).

## Facultats del nu propietari
El nu propietari és l'amo de la cosa, però amb la limitació que hi ha un usdefruit (dret de posseir usar i gaudir la cosa) que pertany a una altra persona. No obstant això, l'usdefruit no pot ser indefinit, i sempre té un terme (ja sigui un terme fix o, en el cas d'usdefruit vitalici, fins a la mort de l'usufructuari). Per tant, el nu propietari recobrarà la propietat plena quan s'extingeixi l'usdefruit.
Els drets del nu propietari són:
- Dret a recuperar la cosa en bon estat a l'extinció de l'usdefruit.
- Disposar de la cosa. Si bé l'usdefruit es manté, el nu propietari pot vendre la seva nua propietat.
- Altres drets accessoris. En el cas de béns específics, com accions de societats anònimes, pot tenir dret a exercir els drets polítics d'aquestes, en funció de la legislació aplicable.